# Норичник сарептский
Нори́чник саре́птский (лат. Scrophulária sareptána) — многолетнее травянистое растение, вид рода Норичник (Scrophularia) семейства Норичниковые (Scrophulariaceae).

## Ареал и среда обитания
Волжско-донской эндемик, редкий вид. Произрастает только в России в Саратовской и Волгоградской областях на правобережье Волги, а также в Ростовской области. Как правило, растёт на обнажениях мела, песчаника, на крутых и обрывистах склонах.

## Ботаническое описание
Многолетнее травянистое растение, высотой от 15 до 40 см, прямостоячее с деревянистыми стеблями, у основания сероопушёнными от железистых волосков.
Листья некрупные, продолговатые, расставленно-надрезаннопильчатые, шириной от 7 до 15 мм.
Цветки многочисленные небольшие, до 4,5 мм, двугубые тёмно-багряные, собраны в продолговатое метельчатое соцветие. Желёзисто-опушённая чашечка 2-4 мм длиной, её доли на четверть сросшиеся в основании, с широкими белоплёнчатыми краями. Тычинки скрыты в венчике. Цветение — май — июнь.
Плоды — небольшие бурые коробочки с выступающим столбиком.

## Охрана
Растение включено в Красные книги следующих субъектов Российской Федерации: Ростовская область, Саратовская область.